# John Stevens Henslow
John Stevens Henslow est un botaniste et un géologue britannique, né le 6 février 1795 à Rochester et mort le 16 mai 1861 à Hitcham.

## Biographie
John Stevens Henslow est le fils de John Prentis Henslow, homme de loi, qui lui transmet le goût de l’histoire naturelle, et le petit-fils de l'architecte naval John Henslow. Il fait ses études au St John's College de Cambridge. En 1818, il obtient le rang de Wrangler, un rang d’excellence en mathématique. La même année, Adam Sedgwick devient professeur de géologie Woodwardien (du nom de la chaire fondée par John Woodward en 1728). Henslow accompagne Sedgwick, en 1819, dans un voyage à l’île de Wight, durant lequel il prend ses premières leçons de géologie. Henslow suit également les cours de chimie auprès de James Cumming et de minéralogie auprès de Edward Daniel Clarke. À l’automne 1819, Henslow fait d’importantes observations sur la géologie de l’île de Man et en 1821, il étudie la géologie de parties d’Anglesey. Ces observations paraissent dans le premier volume des Transactions fo the Cambrdige Philosophical Society qu’il fonde avec Sedgwick. Il obtient son Master of Arts en 1821.
Il se marie en 1823 avec Harriet Jenyns (1797-1857), fille George Leonard Jenyns, homme d’Église, frère de Leonard Jenyns, naturaliste. De cette union naîtront deux fils et trois filles ; l’une d’entre elles, Frances Harriet épouse le grand botaniste Sir Joseph Dalton Hooker.
Henslow obtient, en 1822, à la mort de Clarke, la chaire de minéralogie de l’université de Cambridge. Deux ans plus tard, il entre dans les ordres. Il s’intéresse principalement à la botanique et démissionne, en 1825, de la chaire de minéralogie pour celle de botanique. En 1827, Henslow devient professeur de botanique, fonction qu’il conserve jusqu’en 1861. Henslow est un professeur que l’on recherche. Charles Darwin qui est l’un de ses élèves lui doit largement son intérêt pour l’histoire naturelle. C’est d’ailleurs grâce à Henslow que Darwin rencontre le capitaine Robert FitzRoy du HMS Beagle auquel il le recommande comme naturaliste pour son expédition autour du monde.
Henslow fonde le Jardin botanique de l'université de Cambridge en 1831. En 1832, il est nommé vicaire de Cholsey-cum-Moulsford dans le Berkshire et en 1837 recteur d’Hitcham à Suffolk. En 1843, il découvre des nodules coprolithes à Felixstowe dans le Suffolk et établit qu’ils pourraient être utilisés dans l’agriculture. Ses observations conduisent à l’émergence d’une industrie de production de phosphate dans le Suffolk et le Cambridgeshire qui sera prospère jusqu’à l’arrivée de phosphates moins onéreux de l’étranger.
Le muséum d’Ipswich, fondé en 1847, doit beaucoup à Henslow : il est en le président en 1850 et dirige l’arrangement des collections.
Henslow est notamment l’auteur de : A Catalogue of British Plants (1829, réédité en 1835), Principles of Descriptive and Physiological Botany (1825), Letters to the Farmers of Suffolk (1843), Dictionary of Botanical Terms (1857) et participe à la Flora of Suffolk (1866) d’Edmund Skepper (1825-1867).

## Source
- (ne) Cet article est partiellement ou en totalité issu de l’article de Wikipédia en népalais intitulé « John Stevens Henslow » (voir la liste des auteurs).